# Paramparça
Paramparça es una serie de televisión turca de 2014, producida por Endemol y emitida por Star TV.

## Argumento
Quince años atrás, Gülseren comienza el trabajo de parto tras sufrir un accidente. Es llevada al hospital privado y da a luz a una niña. En el mismo momento y hospital, una adinerada mujer llamada Dilara también se convierte en madre de una niña. Por un error las niñas son intercambiadas y durante años son criadas en una familia equivocada. Cuando esta verdad es revelada, surgen problemas entre las dos familias debido a las evidentes diferencias socioeconómicas. Esta nueva realidad hará que Gülseren se acerque a Cihan, el esposo de Dilara.

## Elenco
- Erkan Petekkaya como Cihan Gürpınar (1-97)
- Nurgül Yeşilçay como Gülseren Sönmez/Gülpınar/Gürpınar (1-51)
- Ebru Özkan como Dilara Gürpınar/Terzioğlu/Erguvan (1-97)
- Barış Falay como Harun Erguvan (32-)
- Mine Tugay como Asuman Terzioğlu (72-97)
- Şükran Ovalı como Ayşe Yükselen (54-)
- Civan Canova como Rahmi Gürpınar
- Nursel Köse como Keriman Akçatepe (1-97)
- Tolga Tekin como Özkan Gülpınar
- Ertuğrul Postoğlu como Yıldırım Altun (1-97)
- Alina Boz como Hazal Gülpınar (1-97)
- Leyla Tanlar como Cansu Gürpınar (1-97)
- Burak Tozkoparan como Ozan Gürpınar (1-97)
- Ceyhun Mengiroğlu como Deniz Yılmaz (39-)
- Ayhan Bozkurt como Engin (32-)
- Aslı Kapanşahin como Şeyda
- Cemal Hünal como Alper Tek
- Güneş Emir como Solmaz Tek
- Elvin Aydoğdu como Derya
- Ahu Yağtu como Candan Soylu (9-)
- İhsan Berk Aydın como Serkan (11-)
- Ayta Sözeri como Nezaket (17-)
- Bülent Düzgünoğlu como Osman (19-)
- Aylin Eren como Beril (25-)
- Yunus Güner como Mehmet (29-)
- Pınar Erincin como Nuray (29-)
- Funda Güray como Zeynep (45-)
- Hümeyra como Mahide Erkoç (53-)
- Taner Turan como Burhan (58-)
- Başak Akbay como Sevinç (57-)
- Efecan Şenolsun como Özgür (60-)
- Güneş Hayat como Hatice (65-)
- Sarp Can Köroğlu como Mithat Mete Pars (72-)
- Sinem Öztürk como Selma (75-)
- İlhan Şeşen como Ekrem (81-)
- Sarp Akkaya como Damir (82-97)
- Ömer Faruk Yüksek como Demir Alaz
- Bahtiyar Demir como Bahtiyar
- Özlem Yaylacıkoral como Emine (1-97)
- Funda Dönmez como Sema (1-97)
- Serdar Yıldırım como Çağatay
- Suna Dizdar como Nergis
- Gözde Seda Altuner como Leyla
- Tuğrul Cerrahoğlu como Emrah
- Gamze Balım como Meral

## Temporadas
| Temporada | Temporada | Episodios | Rango de episodios | Emisión original         | Emisión original    |
| Temporada | Temporada | Episodios | Rango de episodios | Inicio                   | Final               |
| --------- | --------- | --------- | ------------------ | ------------------------ | ------------------- |
|           | 1         | 31        | 1 - 31             | 1 de diciembre de 2014   | 29 de junio de 2015 |
|           | 2         | 40        | 32 - 71            | 14 de septiembre de 2015 | 20 de junio de 2016 |
|           | 3         | 26        | 72 - 97            | 19 de septiembre de 2016 | 27 de marzo de 2017 |

## Premios y nominaciones
| Año  | Premios               | Categoría             | Nominado(a)     | Resultado | Ref.  |
| ---- | --------------------- | --------------------- | --------------- | --------- | ----- |
| 2015 | Premios Altın Kelebek | Mejor serie           | Paramparça      | Nominada  | [ 4 ] |
| 2015 | Premios Altın Kelebek | Mejor actriz          | Nurgül Yeşilçay | Nominada  | [ 4 ] |
| 2015 | Premios Altın Kelebek | Mejor actor           | Erkan Petekkaya | Nominado  | [ 4 ] |
| 2015 | Premios Altın Kelebek | Mejor director        | Paramparça      | Nominada  | [ 4 ] |
| 2015 | Premios Altın Kelebek | Mejor guion           | Paramparça      | Nominada  | [ 4 ] |
| 2015 | Premios Altın Kelebek | Mejor música de serie | Paramparça      | Nominada  | [ 4 ] |